# 大田酒造
株式会社大田酒造（おおたしゅぞう）は、酒類の製造、販売を行っている、三重県伊賀市に本社を構える企業である。

## 施設

### 工場
工場は本社に隣接している。

### 酒販店
大田酒造の本社のすぐ近く、国道368号沿線のナフコ上野店に隣接する場所に、酒蔵りかこ（しゅくらりかこ）という酒販店がある。旧名称はビックりかこ。

## 主な商品
「半蔵」という日本酒が主力商品で、様々な種類がある。

### 特別純米
- 半蔵 特別純米酒 伊賀産うこん錦 - 伊賀産うこん錦を使用した特別純米の日本酒。
- 半蔵 特別純米酒 神の穂 - 1996年から2007年まで三重県で研究されてきた新品種『神の穂』[2][3]を使用した特別純米の日本酒。
- 半蔵 特別純米酒 辛口 - 辛口の特別純米の日本酒。

### 純米酒
- 半蔵 純米酒 木桶仕込み - 昭和初期の木桶で仕込んだ純米の日本酒[4][5][6][7][8][9][10][11]。

### 純米大吟醸
- 半蔵 純米大吟醸 - 純米大吟醸の日本酒。第42回先進国首脳会議（伊勢志摩サミット）で提供された[12]。

### 大吟醸酒
- 半蔵 大吟醸 雫酒 - 伊賀産山田錦を使用した大吟醸の雫酒。
- 半蔵 大吟醸 伊賀山田錦 - 伊賀産山田錦を使用した大吟醸の日本酒。

### 梅酒
- 半蔵 梅酒 - 和歌山県産南高梅を「半蔵」で浸け込んだ梅酒[13]。

### 炭酸飲料
- 半蔵 忍ジャーエール - 仕込み水を生かして作られた炭酸飲料（ジンジャーエール）で、さわやかな甘さとすっきりしたのど越しが特徴[14]。

### コラボ商品
- 半蔵 純米吟醸 蹴人 - 伊賀FCくノ一とのコラボ商品[15]。
- 伊勢志摩サミット コラボ企画 開催記念酒 - 大田酒造の「半蔵 純米大吟醸 神の穂」と、志摩市のまるてんの「たべるかつお節」と、同じく志摩市のパール悠の「真珠チャーム」をセットにした、第42回先進国首脳会議（伊勢志摩サミット）の開催記念セット[16]。

### 過去の商品
- Mother’s ちひろ - 女性向きの日本酒で、2003年5月から1000本限定で発売された[17][18][19][20]。

## 受賞歴

### 2003年
- 2003年全国新酒鑑評会 - 金賞（半蔵）[21]

### 2004年
- 2004年全国新酒鑑評会 - 金賞（半蔵）[22][23]

### 2005年
- 2005年全国新酒鑑評会 - 金賞（半蔵）[24][25][26][27][28]

### 2006年
- 平成18年名古屋国税局酒類鑑評会 - 優等賞（半蔵 特別純米酒 うこん錦）[29]

### 2007年
- 平成19年名古屋国税局酒類鑑評会 - 優等賞（半蔵 特別純米酒 うこん錦）[29]

### 2008年
- 平成20年名古屋国税局酒類鑑評会 - 優等賞（半蔵 特別純米酒 うこん錦）[29]

### 2009年
- 燗酒コンテスト2009 - 金賞（半蔵 特別純米酒 うこん錦）[29]

### 2010年
- 燗酒コンテスト2010 - 金賞（半蔵 特別純米酒 伊賀産うこん錦）[29]

### 2011年
- 第5回インターナショナルサケチャレンジ - ゴールドメダル（半蔵 純米大吟醸）[29]

### 2012年
- 第46回三重県新酒品評会 - 三重県知事賞（半蔵 大吟醸 伊賀山田錦）[30][31][32][29]
- ワイングラスでおいしい日本酒アワード2012 - 最高金賞（半蔵 大吟醸 雫酒）[29]

### 2015年
- ワイングラスでおいしい日本酒アワード2015 - メイン部門 金賞（半蔵 特別純米酒 伊賀産うこん錦）、大吟醸部門 金賞（半蔵 純米大吟醸、半蔵 大吟醸 雫酒、半蔵 大吟醸 伊賀山田錦）[33]
- 燗酒コンテスト2015 - プレミアム燗酒部門 最高金賞（半蔵 特別純米酒 辛口）[34]

### 2016年
- 第42回先進国首脳会議（伊勢志摩サミット） - ワーキングディナー 乾杯酒（半蔵 純米大吟醸）[12]

## イベント
「半蔵まつり」というイベントを開催したり、「伊賀 日本酒を楽しむ会」という会を開いたりしている。また、伊賀の他の蔵元と共同で「伊賀酒DE女子会」という女子会を開催したり、伊賀鉄道と協力して「利き酒列車」を運行したりしている。
「伊賀ぶらり体験博覧会 いがぶら」内で、イベントを開催したり、他の組織や店舗と協力したりもしている。

## アクセス

### 自動車
上野市街・名古屋・大阪方面から
名阪国道「上野インターチェンジ」を出て、国道368号を名張方面へ5分。
名張・津市・大和高田方面から
国道165号「蔵持町原出」から、国道368号に入り上野方面へ20分。

### 公共交通機関
上野市街・名古屋・大阪方面から
「伊賀上野駅」もしくは「上野市駅」から、三重交通バス上野名張線の「名張駅」行きに乗車、「上之庄」で下車して徒歩で南に2分。
名張・津市・大和高田方面から
「名張駅」もしくは「桔梗が丘駅」から、三重交通バス上野名張線の「伊賀上野駅」行きに乗車、「杉山」で下車して徒歩で北に3分。